# Pseudopotamilla socialis
Pseudopotamilla socialis är en ringmaskart som beskrevs av Hartman 1944. Pseudopotamilla socialis ingår i släktet Pseudopotamilla och familjen Sabellidae. Inga underarter finns listade i Catalogue of Life.